# どんとこい民謡
『どんとこい民謡』（どんとこいみんよう）は、1994年1月3日から2003年3月15日までNHK総合で放送されていた音楽番組である。

## 概要
民謡をテーマとした郷土色いっぱいの公開派遣番組で、毎月全国各地の公民館・体育館やNHKの公開スタジオなどで一般視聴者を公募しての収録が行われた。
1994年の正月特番として放送された後、同年4月より年間9 - 12回放送。
番組の中盤では「民謡体操」なるものが導入された。

## 司会
- 峰竜太
- 香西かおり（1994年1月 - 1994年度）
- 長山洋子（1995年度 - 1996年度）
- 石原詢子（1997年度 - 1998年度）
- 林あさ美（1999年度 - 2000年度）
- 小湊美和（2001年度 - 2002年度）

## 放送日
すべて総合テレビ。日曜午後に放送（2002年度のみ土曜午後に一部放送）。
- 1994年1月3日
- 1994年4月17日
- 1994年5月29日
- 1994年6月5日
- 1994年8月7日
- 1994年9月4日
- 1994年10月2日
- 1994年11月27日
- 1995年1月3日
- 1995年2月12日
- 1995年4月23日
- 1995年5月28日
- 1995年7月23日
- 1995年9月24日
- 1995年10月8日
- 1995年11月5日
- 1995年12月10日
- 1996年2月4日
- 1996年2月18日
- 1996年3月17日
- 1996年5月26日
- 1996年6月16日
- 1996年7月7日
- 1996年8月25日
- 1996年10月13日

- 1996年10月27日
- 1996年11月24日
- 1997年1月5日
- 1997年2月2日
- 1997年3月23日
- 1997年4月27日
- 1997年5月25日
- 1997年6月29日
- 1997年7月20日
- 1997年8月3日
- 1997年9月7日
- 1997年10月19日
- 1997年12月14日
- 1998年2月1日
- 1998年3月22日
- 1998年4月16日
- 1998年5月24日
- 1998年6月21日
- 1998年7月19日
- 1998年8月30日
- 1998年9月27日
- 1998年10月9日
- 1998年11月6日
- 1998年12月20日
- 1999年2月7日

- 1999年2月28日
- 1999年3月21日
- 1999年5月2日
- 1999年5月23日
- 1999年6月13日
- 1999年8月1日
- 1999年8月29日
- 1999年9月26日
- 1999年10月24日
- 1999年11月28日
- 1999年12月12日
- 2000年1月30日
- 2000年2月27日
- 2000年3月19日
- 2000年4月30日
- 2000年5月28日
- 2000年6月25日
- 2000年8月26日
- 2000年9月10日
- 2000年10月8日
- 2000年11月5日
- 2000年11月26日
- 2000年12月17日
- 2001年1月28日
- 2001年2月25日

- 2001年3月18日
- 2001年4月29日
- 2001年5月27日
- 2001年6月17日
- 2001年7月22日
- 2001年9月9日
- 2001年10月7日
- 2001年10月28日
- 2001年11月25日
- 2001年12月16日
- 2002年1月27日
- 2002年2月17日
- 2002年3月24日
- 2002年4月28日
- 2002年5月26日
- 2002年6月30日
- 2002年7月21日
- 2002年8月25日
- 2002年9月29日
- 2002年10月27日
- 2002年11月17日
- 2002年12月15日
- 2003年1月26日
- 2003年2月22日
- 2003年3月15日

## 後継番組
- それいけ!民謡うた祭り→民謡魂 ふるさとの歌